# Jonathan Bamba
Jonathan Bamba (Alfortville, 26 marzo 1996) è un calciatore ivoriano con cittadinanza francese, attaccante del Chicago Fire e della nazionale ivoriana,  con la quale ha vinto la Coppa d'Africa nel 2024.

## Caratteristiche tecniche
Attaccante esterno ambidestro, è veloce e dotato di un ottimo controllo di palla e di un potente tiro.

## Carriera

### Club

#### Saint-Étienne e prestiti
Cresciuto nel settore giovanile della natia Alfortville, nel 2011 approda al Saint-Étienne.
Il 25 gennaio 2015 esordisce in Ligue 1 nella sconfitta casalinga contro il Paris Saint-Germain. Aggregegato alla prima squadra nella stagione successiva, il 20 agosto scende in campo nel doppio preliminare di Europa League contro i moldavi del Milsami Orhei. Il 20 settembre realizza il primo gol in campionato nella vittoria 2-0 sul Nantes.
Il 18 gennaio 2016 è ceduto in prestito al Paris FC, club militante in Ligue 2. Debutta con la nuova maglia il 22 gennaio nello 0-0 interno del Paris FC contro il Sochaux. Chiude la stagione con i parigini senza mai andare a segno.
Rientrato al Saint-Étienne, è nuovamente ceduto in prestito, stavolta ai belgi del Sint-Truiden. L'esperienza nelle Fiandre viene chiusa però anzitempo nel gennaio 2017, quando il Saint-Étienne lo gira in prestito ai pari categoria dell'Angers. Debutta con i bianconeri il 14 gennaio nell'1-1 casalingo contro il Bordeaux. Il 18 febbraio segna il gol decisivo per la vittoria ottenuta sul Nancy. Termina la stagione all'Angers con 3 reti realizzate e la finale di Coppa di Francia persa contro il PSG.
Nella stagione 2017-2018 è titolare fisso nel Saint-Étienne. Va in gol alla prima di Ligue 1 il 5 agosto nella vittoria 1-0 sul Nizza. Chiude il campionato con 7 reti.

#### Lilla
Il 2 luglio 2018 è acquistato dal Lilla. Firma un contratto di cinque anni con scadenza nel 2022. Segna subito al debutto con i Dogues nella vittoria 3-1 sul Rennes. Il 26 agosto realizza la prima doppietta in Ligue 1 nel 3-0 al Guingamp.

#### Celta Vigo
Il 18 luglio 2023, dopo essere rimasto svincolato dal club francese, firma un accordo di tre stagioni con il Celta Vigo.

#### Il trasferimento negli Stati Uniti
Il 21 gennaio 2025 è stato ufficializzato il passaggio di Bamba al Chicago Fire, franchigia della Major League Soccer.

### Nazionale
Nel giugno 2017 è convocato per la prima volta nella Francia Under-21 per un incontro amichevole con i pari età dell'Albania. Il 5 settembre, nella gara di qualificazione agli Europei 2019 contro il Kazakistan realizza il primo gol.
Successivamente decide di giocare per la Costa d'Avorio, nazionale delle sue origini, da cui viene convocato per la prima volta il 15 marzo 2023. Esordisce il 17 giugno seguente nella sfida persa 3-0 contro lo Zambia.

## Statistiche

### Presenze e reti nei club
Statistiche aggiornate al 12 luglio 2025.
| Stagione             | Squadra              | Campionato           | Campionato | Campionato | Coppe nazionali | Coppe nazionali | Coppe nazionali | Coppe continentali | Coppe continentali | Coppe continentali | Altre coppe | Altre coppe | Altre coppe | Totale | Totale |
| Stagione             | Squadra              | Comp                 | Pres       | Reti       | Comp            | Pres            | Reti            | Comp               | Pres               | Reti               | Comp        | Pres        | Reti        | Pres   | Reti   |
| -------------------- | -------------------- | -------------------- | ---------- | ---------- | --------------- | --------------- | --------------- | ------------------ | ------------------ | ------------------ | ----------- | ----------- | ----------- | ------ | ------ |
| 2014-2015            | Saint-Étienne        | L1                   | 3          | 0          | CF+CdL          | 1+0             | 0               | UEL                | 0                  | 0                  | -           | -           | -           | 4      | 0      |
| 2015-gen. 2016       | Saint-Étienne        | L1                   | 5          | 1          | CF+CdL          | 1+1             | 0               | UEL                | 4                  | 0                  | -           | -           | -           | 11     | 1      |
| gen.-giu. 2016       | Paris FC             | L2                   | 14         | 0          | CF+CdL          | -               | -               | -                  | -                  | -                  | -           | -           | -           | 14     | 0      |
| 2016-gen. 2017       | Sint-Truiden         | PL                   | 8          | 2          | CB              | 3               | 1               | -                  | -                  | -                  | -           | -           | -           | 11     | 3      |
| gen.-giu. 2017       | Angers               | L1                   | 16         | 3          | CF+CdL          | 3+0             | 0               | -                  | -                  | -                  | -           | -           | -           | 19     | 3      |
| 2017-2018            | Saint-Étienne        | L1                   | 34         | 7          | CF+CdL          | 2+1             | 1+0             | -                  | -                  | -                  | -           | -           | -           | 37     | 8      |
| Totale Saint-Étienne | Totale Saint-Étienne | Totale Saint-Étienne | 42         | 8          |                 | 6               | 1               |                    | 4                  | 0                  |             | -           | -           | 52     | 9      |
| 2018-2019            | Lilla                | L1                   | 38         | 13         | CF+CdL          | 3+0             | 1               | -                  | -                  | -                  | -           | -           | -           | 41     | 14     |
| 2019-2020            | Lilla                | L1                   | 26         | 1          | CF+CdL          | 3+2             | 0               | UCL                | 6                  | 0                  | -           | -           | -           | 37     | 1      |
| 2020-2021            | Lilla                | L1                   | 38         | 6          | CF              | 2               | 0               | UEL                | 8                  | 1                  | -           | -           | -           | 48     | 7      |
| 2021-2022            | Lilla                | L1                   | 31         | 1          | CF              | 1               | 0               | UCL                | 6                  | 0                  | SF          | 1           | 0           | 39     | 1      |
| 2022-2023            | Lilla                | L1                   | 33         | 6          | CF              | 1               | 0               | -                  | -                  | -                  | -           | -           | -           | 34     | 6      |
| Totale Lilla         | Totale Lilla         | Totale Lilla         | 166        | 27         |                 | 12              | 1               |                    | 20                 | 1                  |             | 1           | 0           | 199    | 29     |
| 2023-2024            | Celta Vigo           | PD                   | 27         | 3          | CR              | 1               | 2               | -                  | -                  | -                  | -           | -           | -           | 28     | 5      |
| ago. 2024-gen. 2025  | Celta Vigo           | PD                   | 12         | 0          | CR              | 2               | 1               | -                  | -                  | -                  | -           | -           | -           | 14     | 1      |
| Totale Celta Vigo    | Totale Celta Vigo    | Totale Celta Vigo    | 39         | 3          |                 | 3               | 3               |                    | -                  | -                  |             | -           | -           | 42     | 6      |
| 2025                 | Chicago Fire         | MLS                  | 20         | 3          | USOC            | 3               | 1               | -                  | -                  | -                  | LC          | -           | -           | 23     | 4      |
| Totale carriera      | Totale carriera      | Totale carriera      | 305        | 46         |                 | 30              | 7               |                    | 24                 | 1                  |             | 1           | 0           | 360    | 54     |

### Cronologia presenze e reti in nazionale
| Cronologia completa delle presenze e delle reti in nazionale ― Costa d'Avorio | Cronologia completa delle presenze e delle reti in nazionale ― Costa d'Avorio | Cronologia completa delle presenze e delle reti in nazionale ― Costa d'Avorio | Cronologia completa delle presenze e delle reti in nazionale ― Costa d'Avorio | Cronologia completa delle presenze e delle reti in nazionale ― Costa d'Avorio | Cronologia completa delle presenze e delle reti in nazionale ― Costa d'Avorio | Cronologia completa delle presenze e delle reti in nazionale ― Costa d'Avorio | Cronologia completa delle presenze e delle reti in nazionale ― Costa d'Avorio |
| Data                                                                          | Città                                                                         | In casa                                                                       | Risultato                                                                     | Ospiti                                                                        | Competizione                                                                  | Reti                                                                          | Note                                                                          |
| ----------------------------------------------------------------------------- | ----------------------------------------------------------------------------- | ----------------------------------------------------------------------------- | ----------------------------------------------------------------------------- | ----------------------------------------------------------------------------- | ----------------------------------------------------------------------------- | ----------------------------------------------------------------------------- | ----------------------------------------------------------------------------- |
| 17-6-2023                                                                     | Ndola                                                                         | Zambia                                                                        | 3 – 0                                                                         | Costa d'Avorio                                                                | Qual. Coppa d'Africa 2023                                                     | -                                                                             | 62’                                                                           |
| 9-9-2023                                                                      | San-Pédro                                                                     | Costa d'Avorio                                                                | 1 – 0                                                                         | Lesotho                                                                       | Qual. Coppa d'Africa 2023                                                     | -                                                                             | 69’                                                                           |
| 12-9-2023                                                                     | Abidjan                                                                       | Costa d'Avorio                                                                | 0 – 0                                                                         | Mali                                                                          | Amichevole                                                                    | -                                                                             |                                                                               |
| 14-10-2023                                                                    | Abidjan                                                                       | Costa d'Avorio                                                                | 1 – 1                                                                         | Marocco                                                                       | Amichevole                                                                    | -                                                                             | 66’                                                                           |
| 17-10-2023                                                                    | Abidjan                                                                       | Costa d'Avorio                                                                | 1 – 1                                                                         | Sudafrica                                                                     | Amichevole                                                                    | -                                                                             | 58’                                                                           |
| 6-1-2024                                                                      | San-Pédro                                                                     | Costa d'Avorio                                                                | 5 – 1                                                                         | Sierra Leone                                                                  | Amichevole                                                                    | 1                                                                             | 76’                                                                           |
| 13-1-2024                                                                     | Abidjan                                                                       | Costa d'Avorio                                                                | 2 – 0                                                                         | Guinea-Bissau                                                                 | Coppa d'Africa 2023 - 1º turno                                                | -                                                                             | 61’                                                                           |
| 18-1-2024                                                                     | Abidjan                                                                       | Costa d'Avorio                                                                | 0 – 1                                                                         | Nigeria                                                                       | Coppa d'Africa 2023 - 1º turno                                                | -                                                                             | 67’                                                                           |
| 7-2-2024                                                                      | Abidjan                                                                       | Costa d'Avorio                                                                | 1 – 0                                                                         | RD del Congo                                                                  | Coppa d'Africa 2023 - Semifinale                                              | -                                                                             | 80’                                                                           |
| 26-3-2024                                                                     | Lens                                                                          | Costa d'Avorio                                                                | 2 – 1                                                                         | Uruguay                                                                       | Amichevole                                                                    | -                                                                             | 73’                                                                           |
| Totale                                                                        |                                                                               | Presenze                                                                      | 10                                                                            |                                                                               | Reti                                                                          | 1                                                                             |                                                                               |

| Cronologia completa delle presenze e delle reti in nazionale ― Francia under 21 | Cronologia completa delle presenze e delle reti in nazionale ― Francia under 21 | Cronologia completa delle presenze e delle reti in nazionale ― Francia under 21 | Cronologia completa delle presenze e delle reti in nazionale ― Francia under 21 | Cronologia completa delle presenze e delle reti in nazionale ― Francia under 21 | Cronologia completa delle presenze e delle reti in nazionale ― Francia under 21 | Cronologia completa delle presenze e delle reti in nazionale ― Francia under 21 | Cronologia completa delle presenze e delle reti in nazionale ― Francia under 21 |
| Data                                                                            | Città                                                                           | In casa                                                                         | Risultato                                                                       | Ospiti                                                                          | Competizione                                                                    | Reti                                                                            | Note                                                                            |
| ------------------------------------------------------------------------------- | ------------------------------------------------------------------------------- | ------------------------------------------------------------------------------- | ------------------------------------------------------------------------------- | ------------------------------------------------------------------------------- | ------------------------------------------------------------------------------- | ------------------------------------------------------------------------------- | ------------------------------------------------------------------------------- |
| 5-6-2017                                                                        | Tirana                                                                          | Albania under 21                                                                | 1 – 1                                                                           | Francia under 21                                                                | Amichevole                                                                      | -                                                                               | 75’                                                                             |
| 5-9-2017                                                                        | Le Mans                                                                         | Francia under 21                                                                | 4 – 1                                                                           | Kazakistan under 21                                                             | Qual. Europeo Under-21 2019                                                     | 1                                                                               |                                                                                 |
| 5-10-2017                                                                       | Troyes                                                                          | Francia under 21                                                                | 2 – 1                                                                           | Montenegro under 21                                                             | Qual. Europeo Under-21 2019                                                     | -                                                                               |                                                                                 |
| 9-10-2017                                                                       | Esch-sur-Alzette                                                                | Lussemburgo under 21                                                            | 2 – 3                                                                           | Francia under 21                                                                | Qual. Europeo Under-21 2019                                                     | -                                                                               |                                                                                 |
| 9-11-2017                                                                       | Lens                                                                            | Francia under 21                                                                | 3 – 0                                                                           | Bulgaria under 21                                                               | Qual. Europeo Under-21 2019                                                     | -                                                                               | 64’                                                                             |
| 13-11-2017                                                                      | Domžale                                                                         | Slovenia under 21                                                               | 1 – 3                                                                           | Francia under 21                                                                | Qual. Europeo Under-21 2019                                                     | -                                                                               |                                                                                 |
| 23-3-2018                                                                       | Astana                                                                          | Kazakistan under 21                                                             | 0 – 3                                                                           | Francia under 21                                                                | Qual. Europeo Under-21 2019                                                     | 1                                                                               |                                                                                 |
| 27-3-2018                                                                       | Skopje                                                                          | Montenegro under 21                                                             | 0 – 2                                                                           | Francia under 21                                                                | Qual. Europeo Under-21 2019                                                     | -                                                                               |                                                                                 |
| 25-5-2018                                                                       | Bienne                                                                          | Svizzera under 21                                                               | 2 – 1                                                                           | Francia under 21                                                                | Amichevole                                                                      | 1                                                                               | 63’                                                                             |
| 29-5-2018                                                                       | Besançon                                                                        | Francia under 21                                                                | 1 – 1                                                                           | Italia under 21                                                                 | Amichevole                                                                      | -                                                                               | 80’                                                                             |
| 7-9-2018                                                                        | Stara Zagora                                                                    | Bulgaria under 21                                                               | 0 – 1                                                                           | Francia under 21                                                                | Qual. Europeo Under-21 2019                                                     | 1                                                                               |                                                                                 |
| 11-9-2018                                                                       | Strasburgo                                                                      | Francia under 21                                                                | 2 – 0                                                                           | Lussemburgo under 21                                                            | Qual. Europeo Under-21 2019                                                     | -                                                                               | 65’                                                                             |
| 12-10-2018                                                                      | Le Petit-Quevilly                                                               | Francia under 21                                                                | 1 – 0                                                                           | Turchia under 21                                                                | Amichevole                                                                      | -                                                                               |                                                                                 |
| 15-11-2018                                                                      | Beauvais                                                                        | Francia under 21                                                                | 2 – 2                                                                           | Croazia under 21                                                                | Amichevole                                                                      | 1                                                                               | 64’                                                                             |
| 19-11-2018                                                                      | Caen                                                                            | Francia under 21                                                                | 1 – 1                                                                           | Spagna under 21                                                                 | Amichevole                                                                      | -                                                                               |                                                                                 |
| Totale                                                                          |                                                                                 | Presenze                                                                        | 15                                                                              |                                                                                 | Reti                                                                            | 5                                                                               |                                                                                 |

## Palmarès

### Club

#### Competizioni nazionali
- Campionato francese: 1

Lilla: 2020-2021
- Supercoppa francese: 1

Lilla: 2021

### Nazionale
- Coppa d'Africa: 1

Costa d'Avorio 2023